# Stany Zjednoczone na zimowych igrzyskach olimpijskich
Stany Zjednoczone na zimowych igrzyskach olimpijskich – występy reprezentacji Stanów Zjednoczonych na zimowych igrzyskach olimpijskich.
Reprezentanci Stanów Zjednoczonych startują w zimowych igrzyskach olimpijskich od ich pierwszej edycji, igrzysk w Chamonix w 1924 roku, do 2018 roku wystąpili we wszystkich edycjach. Amerykanie z każdych zimowych igrzysk przywożą medale olimpijskie. Najwięcej medali podczas jednej edycji igrzysk zdobyli w 2010 roku na igrzyskach w Vancouver – 37 (9 złotych, 15 srebrnych i 13 brązowych), natomiast najwięcej złotych medali (10) zdobyli podczas igrzysk w Salt Lake City w 2002 roku.
W dwudziestu trzech startach olimpijskich Amerykanie zdobyli łącznie 304 medale – 105 złotych, 112 srebrnych i 87 brązowych, co daje im 2. miejsce w tabeli wszech czasów (za Norwegią). Zaprezentowali się we wszystkich dyscyplinach olimpijskich, a medale zdobyli we wszystkich sportach poza biathlonem. Najwięcej medali wywalczyli w łyżwiarstwie szybkim – 68 (29 złotych, 22 srebrne i 17 brązowych).
Najwięcej medali spośród reprezentantów Stanów Zjednoczonych na zimowych igrzyskach zdobyła panczenistka Bonnie Blair – w jej dorobku jest 6 medali (5 złotych i 1 brązowy). Pięć złotych medali olimpijskich, na dodatek podczas jednej edycji igrzysk, zdobył panczenista Eric Heiden.
Najliczniejsza reprezentacja Stanów Zjednoczonych wystąpiła na igrzyskach w Pjongczangu w 2018 roku, kiedy to liczyła 228 sportowców – 127 mężczyzn i 101 kobiet.
Stany Zjednoczone były czterokrotnie gospodarzem zimowych igrzysk olimpijskich: w 1932 i 1980 roku w Lake Placid, w 1960 roku w Squaw Valley oraz w 2002 roku w Salt Lake City.

## Występy na poszczególnych igrzyskach
| Igrzyska                    | Rozmiar reprezentacji | Rozmiar reprezentacji | Rozmiar reprezentacji | Rozmiar reprezentacji | Zdobyte medale | Zdobyte medale | Zdobyte medale | Zdobyte medale | Źr.    |
| Igrzyska                    | Mężczyźni             | Kobiety               | Razem                 | Dyscypliny            | Złote          | Srebrne        | Brązowe        | Razem          | Źr.    |
| --------------------------- | --------------------- | --------------------- | --------------------- | --------------------- | -------------- | -------------- | -------------- | -------------- | ------ |
| Chamonix 1924               | 22                    | 2                     | 24                    | 6                     | 1              | 2              | 1              | 4              | [ 8 ]  |
| Sankt Moritz 1928           | 21                    | 3                     | 24                    | 7                     | 2              | 2              | 2              | 6              | [ 9 ]  |
| Lake Placid 1932            | 58                    | 6                     | 64                    | 8                     | 6              | 4              | 2              | 12             | [ 10 ] |
| Garmisch-Partenkirchen 1936 | 46                    | 9                     | 55                    | 8                     | 1              | –              | 3              | 4              | [ 11 ] |
| Sankt Moritz 1948           | 59                    | 10                    | 69                    | 9                     | 3              | 4              | 2              | 9              | [ 12 ] |
| Oslo 1952                   | 56                    | 10                    | 66                    | 8                     | 4              | 6              | 1              | 11             | [ 13 ] |
| Cortina d’Ampezzo 1956      | 57                    | 10                    | 67                    | 8                     | 2              | 3              | 2              | 7              | [ 14 ] |
| Squaw Valley 1960           | 61                    | 18                    | 79                    | 8                     | 3              | 4              | 3              | 10             | [ 15 ] |
| Innsbruck 1964              | 71                    | 19                    | 90                    | 10                    | 1              | 2              | 4              | 7              | [ 16 ] |
| Grenoble 1968               | 75                    | 21                    | 96                    | 10                    | 1              | 5              | 1              | 7              | [ 17 ] |
| Sapporo 1972                | 77                    | 26                    | 103                   | 10                    | 3              | 2              | 3              | 8              | [ 18 ] |
| Innsbruck 1976              | 76                    | 30                    | 106                   | 10                    | 3              | 3              | 4              | 10             | [ 19 ] |
| Lake Placid 1980            | 76                    | 25                    | 101                   | 10                    | 6              | 4              | 2              | 12             | [ 20 ] |
| Sarajewo 1984               | 77                    | 30                    | 107                   | 10                    | 4              | 4              | –              | 8              | [ 21 ] |
| Calgary 1988                | 86                    | 31                    | 117                   | 11                    | 2              | 1              | 3              | 6              | [ 22 ] |
| Albertville 1992            | 97                    | 50                    | 147                   | 12                    | 5              | 4              | 2              | 11             | [ 23 ] |
| Lillehammer 1994            | 95                    | 52                    | 147                   | 12                    | 6              | 5              | 2              | 13             | [ 24 ] |
| Nagano 1998                 | 105                   | 81                    | 186                   | 14                    | 6              | 3              | 4              | 13             | [ 25 ] |
| Salt Lake City 2002         | 115                   | 87                    | 202                   | 15                    | 10             | 13             | 11             | 34             | [ 26 ] |
| Turyn 2006                  | 117                   | 87                    | 204                   | 15                    | 9              | 9              | 7              | 25             | [ 27 ] |
| Vancouver 2010              | 120                   | 92                    | 212                   | 15                    | 9              | 15             | 13             | 37             | [ 28 ] |
| Soczi 2014                  | 122                   | 101                   | 223                   | 15                    | 9              | 9              | 10             | 28             | [ 29 ] |
| Pjongczang 2018             | 127                   | 101                   | 228                   | 15                    | 9              | 8              | 6              | 23             | [ 30 ] |

## Medale według dyscyplin
| Dyscyplina            | Złote | Srebrne | Brązowe | Razem |
| --------------------- | ----- | ------- | ------- | ----- |
| Biathlon              | –     | –       | –       | –     |
| Biegi narciarskie     | 1     | 1       | –       | 2     |
| Bobsleje              | 7     | 10      | 8       | 25    |
| Curling               | 1     | –       | 1       | 2     |
| Hokej na lodzie       | 4     | 11      | 2       | 17    |
| Kombinacja norweska   | 1     | 3       | –       | 4     |
| Łyżwiarstwo figurowe  | 14    | 16      | 20      | 50    |
| Łyżwiarstwo szybkie   | 29    | 22      | 17      | 68    |
| Narciarstwo alpejskie | 17    | 20      | 10      | 47    |
| Narciarstwo dowolne   | 9     | 9       | 7       | 25    |
| Saneczkarstwo         | –     | 3       | 3       | 6     |
| Short track           | 4     | 7       | 9       | 20    |
| Skeleton              | 3     | 4       | 1       | 8     |
| Skoki narciarskie     | –     | –       | 1       | 1     |
| Snowboarding          | 14    | 7       | 10      | 31    |

## Klasyfikacja medalistów
W tabeli przedstawiono najbardziej utytułowanych amerykańskich sportowców na zimowych igrzyskach olimpijskich. Tabelę uszeregowano według największych zdobyczy złotych, a następnie srebrnych i brązowych medali. W przypadku, gdy dwoje sportowców zdobyło tę samą liczbę medali wszystkich kolorów, kolejność ustalono według roku zdobycia pierwszego medalu olimpijskiego.
| Miejsce | Zawodnik             | Dyscyplina            | Lata      | Złoto | Srebro | Brąz | Razem |
| ------- | -------------------- | --------------------- | --------- | ----- | ------ | ---- | ----- |
| 1.      | Bonnie Blair         | łyżwiarstwo szybkie   | 1988–1994 | 5     | –      | 1    | 6     |
| 2.      | Eric Heiden          | łyżwiarstwo szybkie   | 1980      | 5     | –      | –    | 5     |
| 3.      | Shaun White          | snowboarding          | 2006–2018 | 3     | –      | –    | 3     |
| 4.      | Apolo Ohno           | short track           | 2002–2010 | 2     | 2      | 4    | 8     |
| 5.      | Shani Davis          | łyżwiarstwo szybkie   | 2006–2010 | 2     | 2      | –    | 4     |
| 6.      | Cathy Turner         | short track           | 1992–1998 | 2     | 1      | 1    | 4     |
| 7.      | Jamie Anderson       | snowboarding          | 2014–2018 | 2     | 1      | –    | 3     |
| 7.      | Mikaela Shiffrin     | narciarstwo alpejskie | 2014–2018 | 2     | 1      | –    | 3     |
| 9.      | Billy Fiske          | bobsleje              | 1928–1932 | 2     | –      | –    | 2     |
| 9.      | Clifford Gray        | bobsleje              | 1928–1932 | 2     | –      | –    | 2     |
| 9.      | Irving Jaffee        | łyżwiarstwo szybkie   | 1932      | 2     | –      | –    | 2     |
| 9.      | Jack Shea            | łyżwiarstwo szybkie   | 1932      | 2     | –      | –    | 2     |
| 9.      | Dick Button          | łyżwiarstwo figurowe  | 1948–1952 | 2     | –      | –    | 2     |
| 9.      | Andrea Mead-Lawrence | narciarstwo alpejskie | 1952      | 2     | –      | –    | 2     |
| 9.      | Seth Wescott         | snowboarding          | 2006–2010 | 2     | –      | –    | 2     |
| 9.      | Ted Ligety           | narciarstwo alpejskie | 2006–2014 | 2     | –      | –    | 2     |
| 9.      | David Wise           | narciarstwo dowolne   | 2014–2018 | 2     | –      | –    | 2     |